# Уханівка
Ухані́вка — село в Україні, у Решетилівській міській громаді Полтавського району Полтавської області. Населення станом на 2001 рік становило 137 осіб. До 2020 орган місцевого самоврядування — Остап'ївська сільська рада.

## Географія
Село Уханівка знаходиться на лівому березі річки Псел, вище за течією примикає село Запсілля. Річка в цьому місці звивиста, утворює лимани, стариці та заболочені озера (в тому числі озеро Річище).
Найближча залізнична станція Сагайдак — за 31 км.

## Історія
Село Уханівка виникло в другій половині XIX ст. як хутір Остапівської волості Хорольського повіту Полтавської губернії.
У 1912 році в селі було 295 жителів.
У січні 1918 року в селі розпочалась радянська окупація.
Станом на 1 лютого 1925 року Уханівка належала до Остапівського району Лубенської округи. З 1930 року — до Великобагачанського району.
У 1932–1933 роках внаслідок Голодомору, проведеного радянським урядом, у селі загинуло 7 мешканців.
З 14 вересня 1941 по 20 вересня 1943 року Уханівка була окупована німецько-фашистськими військами.
Станом на 1 вересня 1946 року село входило до Запсільської сільської ради Великобагачанського району Полтавської області.
12 червня 2020 року, відповідно до розпорядження Кабінету Міністрів України № 721-р «Про визначення адміністративних центрів та затвердження територій територіальних громад Полтавської області», село увійшло до складу Решетилівської міської громади.
19 липня 2020 року, в результаті адміністративно — територіальної реформи та ліквідації Великобагачанського району, село увійшло до складу новоутвореного Полтавського району Полтавської області.